# Rutkowskie Małe
Rutkowskie Małe [rutˈkɔfskʲɛ ˈmawɛ] est un village polonais de la gmina de Jaświły dans le powiat de Mońki et dans la voïvodie de Podlachie. Il se situe à environ 10 kilomètres au nord-est de Mońki et à 43  kilomètres au nord-ouest de Białystok. 